# شبيهة الماخطة
شبيهة الماخطة (الاسم العلمي:†Myxinikela) هي جنس منقرض من اللافكيات تتبع رتبة ماخطات الشكل.